# Đinh Điền

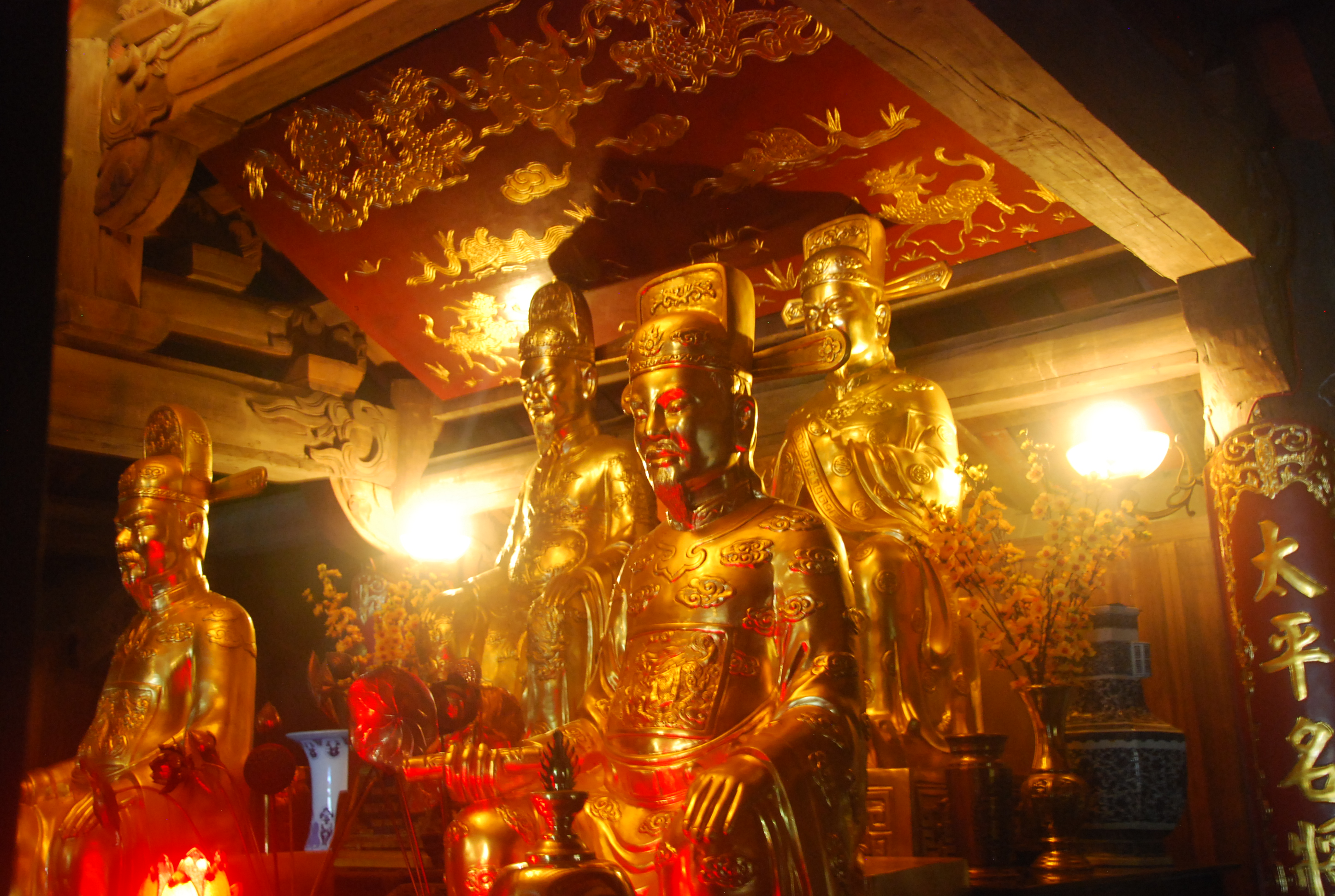
Đền Tứ trụ ở Tràng An thờ 4 vị tứ trụ triều Đinh

Đinh Điền (chữ Hán: 丁佃; 924 - 979) quê ở làng Đại Hữu, nay là xã Gia Phương, Gia Viễn, Ninh Bình, là một trong số những công thần theo Đinh Bộ Lĩnh đánh dẹp 12 sứ quân, lập ra nhà nước Đại Cồ Việt và là người tận trung với nhà Đinh. Ông là bạn đồng hương, sinh và mất cùng năm với Vua Đinh Tiên Hoàng. Dân gian xem ông cùng Nguyễn Bặc là những biểu tượng của tinh thần hào hiệp, trượng nghĩa và trung thành. Ông được triều đình Trung Hoa và Việt sử tân biên liệt vào danh sách "Giao Châu thất hùng", tức 7 anh hùng người Giao Châu thời bấy giờ gồm: Đinh Bộ Lĩnh, Đinh Liễn, Lê Hoàn, Đinh Điền, Nguyễn Bặc, Phạm Hạp và Phạm Cự Lượng. Ông được lập đền thờ ở nhiều nơi thuộc Ninh Bình, Hà Nội, Hải Dương, Hưng Yên, Thái Bình, Nam Định, Hà Nam ngày nay.

## Thân thế
Đinh Điền là bạn đồng hương với Đinh Bộ Lĩnh, quê ở động Hoa Lư, châu Đại Hoàng nay là xã Gia Phương, Gia Viễn, Ninh Bình. Theo thần phả đền thờ Đinh Điền ở Yên Mô, Ninh Bình và theo cuốn "Những nhân vật lịch sử thời Đinh Lê" thì cha ông là Đinh Thân quê Gia Phương, Gia Viễn, mẹ là Dương Thị Liễu quê Khánh An, Yên Khánh đều thuộc tỉnh Ninh Bình. Thuyết khác nói quê mẹ Đinh Điền ở Yên Mạc, nay là xã Yên Phú, huyện Yên Mô, tỉnh Ninh Bình. Khi mới sinh Đinh Điền có tên gọi là Đinh Trào. Điền là tên chữ của ông và quen được gọi bằng tên này.
Ông với Đinh Bộ Lĩnh cùng tuổi (sinh năm Giáp Thân, 924) và là người cùng làng Đại Hữu, châu Đại Hoàng. Khi còn là trẻ nhỏ, đi chăn trâu ở Thung Lau (động Hoa Lư, Gia Viễn), Đinh Điền đã cùng lũ trẻ lấy hoa lau làm cờ, khoanh tay làm kiệu, suy tôn và rước Đinh Bộ Lĩnh làm chúa. Ân tình sâu nặng của ba người Đinh Bộ Lĩnh - Nguyễn Bặc - Đinh Điền có gốc rễ bền chặt từ cái tuổi thơ tóc còn xanh mướt dưới bóng cờ lau tập trận, khác với sự gắn bó khi quốc gia hữu sự; cần dẹp giặc khăn vàng mới "kết nghĩa vườn đào" như Lưu Bị, Quan Vân Trường, Trương Phi trong lịch sử Trung Quốc.
Nếu như Đinh Bộ Lĩnh được sử sách đánh giá là tài năng sáng suốt hơn người, dũng cảm mưu lược nhất đời, Nguyễn Bặc là người thẳng thắn, bộc trực, hăng hái thì Đinh Điền là người điềm tĩnh, thận trọng và thông thái. Tính cách của Đinh Điền mô tả qua việc ông từng dạy học, đi tu và được Đinh Bộ Lĩnh giao chức Ngoại giáp và Nhập nội kiểm giáo Đại Tư đồ, Bình chương trọng sự.

## Dẹp loạn sứ quân
Lớn lên, Đinh Điền cùng Nguyễn Bặc, Lưu Cơ, Trịnh Tú theo phò Đinh Bộ Lĩnh trấn giữ động Hoa Lư chống lại nhà Ngô, trong đó ông cùng Nguyễn Bặc làm tướng võ, còn Lưu Cơ và Trịnh Tú làm tướng văn.
Năm 965, nhà Ngô mất. Ông cùng các chiến hữu giúp Đinh Bộ Lĩnh đánh dẹp loạn 12 sứ quân. Khi Đinh Bộ Lĩnh giao cho Đinh Điền chỉ huy quân đi đánh dẹp các sứ quân Phạm Bạch Hổ và Lã Đường đã qua trang Đằng Man (nay là thành phố Hưng Yên), Đinh Điền đã cho dựng đại bản doanh và chọn 3 người họ Phan, họ Phạm và họ Nguyễn ở trang Đằng Man làm gia tướng và lấy người con gái Phan Thị Môi ở đây làm vợ.
Đinh Điền cũng là người chiêu mộ được nhiều tướng giỏi khác giúp lực lượng Đinh Bộ Lĩnh mạnh lên như Kiều Mộc thiền sư Lương Tuấn (Ninh Bình) Lê Xuân Vinh, Luận Nương ở Long Biên (Hà Nội); các vị tướng Phạm Thành, Lưu Công, Sát Công ở Lộc Thọ; 4 anh em họ Trịnh là: Trịnh Minh, Trịnh Lương, Trịnh Nguyên, Trịnh Khang ở Điệp Nông (Hưng Hà) và Nguyễn Phúc ở Thái Thụy (Thái Bình).
Theo dã sử, tướng quân Đinh Điền đã giúp Đinh Bộ Lĩnh thu phục được sứ quân của Phạm Phòng Át trấn tại Nam Sách giang và Bạch Đằng giang thuộc đất Hồng Châu khi ấy. Sau đó, ông kéo quân về vườn Hồng Ba Đống thuộc Hải Môn (nay là làng Nhân Kiệt, xã Hùng Thắng, Bình Giang, Hải Dương) để lập căn cứ luyện quân. Ông được triều đình ban thưởng 500 mẫu ruộng cùng nhiều trâu cày.
Theo sử sách, sau khi đánh dẹp 12 sứ quân thắng lợi. Đinh Bộ Lĩnh lên ngôi Hoàng đế đã phong Đinh Điền giữ chức Ngoại giáp, nghĩa là coi việc bên ngoài, theo thần phả thì ông giữ chức Nhập nội kiểm giáo Đại Tư đồ, Bình chương trọng sự. Sau khi được triều đình ban thưởng 500 mẫu ruộng cùng nhiều trâu cày. Ông đã quy tụ dân chúng lập lên 2 làng là Nhân Kiệt và Tuấn Kiệt (Hùng Thắng, Bình Giang, Hải Dương) cùng nhiều làng khác bên sông Vạc thuộc hai huyện Yên Mô và Yên Khánh tỉnh Ninh Bình.

## Sống chết với nhà Đinh
Năm Kỷ Mão (979), Đinh Tiên Hoàng và Nam Việt Vương Đinh Liễn bị sát hại, triều đình tôn người con còn lại của Tiên Hoàng là Vệ Vương Đinh Toàn mới 6 tuổi lên ngôi kế vị. Lê Hoàn làm Nhiếp chính đại thần, thường ra vào cung cấm tư thông với thái hậu Dương thị là mẹ của ấu chúa. Sau đó, Lê Hoàn lại tự xưng là Phó Vương, mọi việc trọng sự đều do tay Lê Hoàn sắp đặt.
Đinh Điền cho rằng Lê Hoàn có ý đồ thoát đoạt. Ông bàn với Nguyễn Bặc và Phạm Hạp cùng một số trung thần khác, bỏ quan về ở ẩn để mưu tính đại sự. Ông tập kết các anh hào, tướng sĩ trung thành với nhà Đinh để chuẩn bị đánh Lê Hoàn.
Đinh Điền hợp quân với Nguyễn Bặc, Phạm Hạp, đem hai đạo quân thủy bộ từ Ái Châu (Thanh Hoá) tiến về kinh thành Hoa Lư mưu giết Lê Hoàn, thu giang sơn lại cho nhà Đinh. Nhưng Lê Hoàn lợi dụng gió đông nam thổi mạnh, đánh một trận hoả công, đốt sạch thuyền bè, quân sĩ của Đinh Điền, Nguyễn Bặc. Đạo thủy quân tan rã, Đinh Điền bị tử trận.
Sau đó không lâu, Nguyễn Bặc và Phạm Hạp cũng bị Lê Hoàn đánh bại, bị bắt và bị xử tử.
Về thời gian diễn ra trận chiến và cái chết của Đinh Điền, các nguồn tài liệu ghi khác nhau. Sử sách thống nhất ghi việc này diễn ra vào cuối năm 979. Theo thần phả ở Ninh Bình, việc này diễn ra ngày 20 tháng 4 năm Canh Thìn (tức 5 tháng 6 năm 980). Một số thần phả khác, được Từ điển các nhân vật lịch sử Việt Nam dẫn lại, cho rằng ông cùng vợ là Phan Môi Nương bị thua trận, quân tan nát hết nên cùng nhau tự vẫn ngày 20 tháng 11 năm Kỷ Mão (tức 12 tháng 12 năm 979) chứ không phải ông bị tử trận.
Nhân dân vô cùng thương xót, coi ông là bậc trung thần, vì nghĩa cả quên mình nên đã thu nhặt hài cốt ông đem về chùa Trúc Lâm, nơi ông tu hành trước để an táng. Ngày nay ở rất nhiều nơi đặc biệt tại Gia Viễn, Hoa Lư có đền thờ ông và Nguyễn Bặc.
Chính Lê Hoàn lên ngôi vẫn cảm phục Đinh Điền, sắc phong ông làm: "Tế thế Hộ quốc Hiển ứng Linh quang Đại vương", vợ ông là Phan Môi Nương cũng được sắc phong là: "Huệ Hoa Gia Tĩnh Trinh Thục phu nhân". Vua Lê Thái Tổ sau này sắc phong cho Đinh Điền là "Thượng đẳng Vạn cổ Phúc thần Trung thánh Đại tư đồ Bình chương sự Khai ốc Công đức Văn Đại vương"

## Đền thờ, tên đường
Đinh Điền, Nguyễn Bặc được nhân dân nhiều nơi kính trọng tôn thờ. Riêng thống kê của tỉnh Hà Nam Ninh cũ có tới 134 nơi thờ và phối thờ Nguyễn Bặc, Đinh Điền. Đền vua Đinh ở Trường Yên, Gia Phương, Ba Dân (Kim Bảng) đền vua Đinh ở Ý Yên... nơi nào cũng thờ Đinh Điền, Nguyễn Bặc, Các lễ hội như cờ lau tập trận, hội đền vua Đinh... đều diễn hình ảnh vua Đinh, Đinh Điền, Nguyễn Bặc, xem như những người hùng tiêu biểu cho tinh thần thượng võ dân tộc. Nhiều nơi thờ các vị thần khác mà vẫn lưu lại sự tích, có khi thờ cả Đinh Điền, Nguyễn Bặc gắn bó với nhau, được dân địa phương sùng kính (như các đền miếu ở huyện Yên Khánh, Ninh Bình, chùa Long Hoa ở xã Liêm Cần, Thanh Liêm, tỉnh Hà Nam, đền chùa ở bến Vạc Ninh Bình, đình Động Phi ở Ứng Hòa Hà Nội...). Chứng tỏ, hai vị sống thân thiết, chết lại không xa rời, trở thành hình ảnh tâm linh hòa hợp giữa lòng ngưỡng mộ của nhân dân.
Hơn 10 đền thờ Đinh Điền ở vùng ven sông Vạc thuộc 2 huyện Yên Mô và Yên Khánh (Ninh Bình) như: Đền Tam Thánh, Chùa Yên Lữ, Miếu Hạ, Miếu Đông Thương ở xã Khánh An; Chùa Tháp, Chùa Phượng Ban, các đền thờ Đinh Điền ở Khánh Dương, Khánh Thịnh cho biết Đinh Điền đã về vùng này vận động và thành lập 9 đại bản doanh từ Yên Lữ, Yên Bạc (quê ngoại của Đinh Điền) đến Xuân Dương, Phú Mỹ, Yên Liêu, Bồ Vi, Chùa Tháp, Yên Thịnh, Văn Giáp.
Đinh Điền được phong làm thành hoàng của nhiều làng ở miền Bắc, đền thờ ông có ở nhiều nơi như: Ninh Bình, Hải Dương, Hà Nội, Nam Định, Thái Bình và Hưng Yên, tiêu biểu như:
- Đền Kim Đằng ở phường Lam Sơn, thành phố Hưng Yên, là nơi Đinh Điền đã đóng quân và kết duyên cùng Phan Thị Môi.
- Đình Đằng Chương ở xã Yên Tiến, huyện Ý Yên, tỉnh Nam Định.[7]
- Đình Nhân Kiệt, xã Hùng Thắng, Bình Giang Hải Dương.
- Đình Tuấn Kiệt, xã Hùng Thắng, Bình Giang Hải Dương.
- Đền Đinh Điền ở thị trấn Lương Bằng, huyện Kim Động, tỉnh Hưng Yên.
- Đình Tam Dương, xã Khánh Dương huyện Yên Mô, tỉnh Ninh Bình.
- Đền Tứ Trụ ở quần thể danh thắng Tràng An, Ninh Bình phối thờ ông cùng Nguyễn Bặc, Trịnh Tú, Lưu Cơ
- Đền Tứ Trụ hay đình Bái ở xã Sơn Thành, Nho Quan (Ninh Bình).
- Đình Tình Quang ở xã Giang Biên, Gia Lâm, Hà Nội thờ Đinh Điền cùng 2 vị vị Vua Lý Nam Đế và Lý Chiêu Hoàng.
- Đình Lộc Thọ, xã Độc Lập, Hưng Hà, Thái Bình thờ Đinh Điền cũng Nguyễn Bặc, Lưu Công và Sát Công.
- Mộ và đền thờ tại Trúc Lâm (Yên Tử, Quảng Ninh), nơi đây là quê mẹ của ông và cũng là nơi ông tu hành.
- Cố đô Hoa Lư và đền thờ Đinh Bộ Lĩnh ở quê hương Gia Phương (Gia Viễn, Ninh Bình) phối thờ ông cùng Vua Đinh Tiên Hoàng.
- Đình Đống Xung, xã Thắng Lợi, Thường Tín, Hà Nội thờ Đinh ngoại giáp (Đinh Điền) cùng Trần triều Hoàng hậu

Đinh Điền được đặt tên cho nhiều đường phố ở Việt Nam
- Phố Đinh Điền, thành phố Hưng Yên.
- Đường Đinh Điền ở thành phố Tam Điệp và thành phố Ninh Bình.
- Đường Đinh Điền, thành phố Thái Bình
- Đường Đinh Điền, quận Tân Bình, thành phố Hồ Chí Minh.
- Quảng trường - tượng đài Đinh Tiên Hoàng đế tại trung tâm thành phố Ninh Bình với 4 góc có tượng 4 vị quan đại thần Đinh Điền, Nguyễn Bặc, Trịnh Tú, Lưu Cơ cao 5m, có lính canh và ngựa bằng đá[8].